# St. Andrä vor dem Hagenthale
St. Andrä vor dem Hagenthale ist eine Ortschaft und als St. Andrä eine Katastralgemeinde der Gemeinde St. Andrä-Wördern im Bezirk Tulln in Niederösterreich.

## Geografie
Am Ausgang der Hagenbachklamm liegt der Ort St. Andrä vor dem Hagenthale, dessen Ortsgebiet im Nordosten durch die Siedlungserweiterung in den letzten Jahrzehnten in den Ort Wördern übergeht.

## Geschichte
Auf dem Plateau des östlich des Ortes gelegenen Kumenberg 295 m, der zumindest seit der Jungsteinzeit besiedelt war, fand man auch Reste einer bronzezeitlichen Höhensiedlung der Böheimkirchner Kultur (ca. 1600 – 1100 v. Chr.). Der Archäologe Clemens Eibner verfasste seine Habilitationsschrift über das späturnenfelderzeitliche Gräberfeld beim Ort. Im Ort selbst wurde ein römisches Kastell aus dem 1./2. Jahrhundert n. Chr. entdeckt.
Nach dem Sieg von Kaiser Karl dem Großen über die Awaren (791 n. Chr.) errichteten Fränkische Soldaten ein „Kirchlein am Bach“ (Chiribach) und weihten es dem Hl. Martin. Somit war Kirchbach auch der ursprüngliche Ortsname von St. Andrä, der urkundlich erstmals 836 in einer Schenkungsurkunde an die Passauer Kirche erwähnt wurde, denen hier Besitz zugesprochen wurde und St. Andrä ausbauten. Nach der Schlacht auf dem Lechfeld (955 n. Chr.) siedelten hier vermehrt Bayern und Franken und St. Andrä wurden als Mutterpfarre die Kirchen in Langenlebarn, Tulbing, Königstetten, Zeiselmauer und Mauerbach zugeteilt. Um 1140 lebte hier ein niederer Adeliger namens de Sancto Andre und eine Passauer Urkunde belegt 1185 die Umwidmung des Patroziniums von St. Martin auf St. Andreas, bis schließlich der Name auf den gesamten Ort überging. Bis 1803 war die Kirche im Besitz des Bistums Passau, danach übernahm die Herrschaft Königstetten das Patronat.
Im Jahr 1822 wurde der Ort als Dorf mit 48 Häusern genannt, das über eine Pfarre und eine Schule verfügte. Die Herrschaft Königstetten besaß die Ortsobrigkeit, übte die Landgerichtsbarkeit aus und besorgte die Konskription. Laut Adressbuch von Österreich waren im Jahr 1938 in der Marktgemeinde St. Andrä ein Arzt, ein Tierarzt, zwei Verkehrsunternehmer, drei Bäcker, zwei Baumeister, zwei Bierniederlagen, ein Branntweinhändler, zwei Fleischer, zwei Friseure, drei Fuhrwerker, zwei Gärtner, vier Gastwirte, drei Gemischtwarenhändler, ein Getreidehändler, ein Glaser, eine Hebamme, zwei Holzhändler,  ein Hotel, ein Installateur, ein Wachszieher, ein Leichenbestatter, ein Maurermeister, ein Mechaniker, zwei Müller, ein Rauchfangkehrer, ein Sattler zwei Schlosser, ein Schmied, ein Schneider und zwei Schneiderinnen, drei Schuster, eine Sparkasse, ein Spengler, ein Steinmetz, zwei Trafikanten, drei Tischler, ein Trödler, zwei Viktualienhändler, ein Zimmermeister und ein Zuckerbäcker ansässig. Weiters gab es ein Elektrizitätswerk.

## Sehenswürdigkeiten
- Pfarrkirche St. Andrä vor dem Hagental, eine ehemalige Wehrkirche.
- Hagenbachklamm, ein Teil des Naturparks Eichenhain im nördlichen Wienerwald

## Persönlichkeiten
- Konrad Lorenz (1903–1989), Verhaltensforscher und Nobelpreisträger, begraben auf dem Friedhof in St. Andrä